# 下诺夫哥罗德足球俱乐部
下諾夫哥羅德足球會（FC Nizhny Novgorod）位于俄罗斯下诺夫哥罗德，成立于2015年。从2015-16赛季开始，这个当时名为“下诺夫哥罗德伏尔加足球俱乐部”的位于诺夫哥罗德的农场俱乐部在俄罗斯职业足球联赛(第三级)中参赛，2016年6月15日，母队伏尔加俱乐部解散，奥林匹克斯俱乐部成为下诺夫哥罗德的顶级俱乐部。在2016-17赛季结束时，该队成功升入俄甲联赛。

## 球队历史名称
- 2015-2016:下诺夫哥罗德伏尔加足球俱乐部
- 2016-2018:奥林匹克斯诺夫哥罗德足球俱乐部
- 2018-:下诺夫哥罗德足球俱乐部